# Eliomar de Lima
Eliomar de Lima (Fortaleza, CE, 11 de dezembro de 1962), é um jornalista, radialista, colunista e blogueiro brasileiro. Nasceu no antigo bairro do Coqueirinho, atual Parquelândia, filho do policial civil e dono de mercearia Hélio Martins e da dona de casa Nadir Batista de Lima.

## Carreira
Ingressou no curso de Comunicação Social da Universidade Federal do Ceará (UFC) e em Letras na Universidade Estadual do Ceará (Uece), com especialização posterior em Marketing e Gestão pela UFC. Começou sua carreira jornalística aos 21 anos, como produtor executivo da Rádio Uirapuru. Posteriormente começou a escrever para o Jornal O Povo, onde mantém até hoje uma coluna. Atuou também nos jornais Tribuna do Ceará e O Estado, na rádio Rádio O Povo CBN e na TV O Povo.  
Em 2011 recebeu da Câmara Municipal de Fortaleza a Medalha Antônio Drummond, em reconhecimento ao seu serviço jornalístico. Em 2012 foi considerado um dos 30 cearenses mais influentes do ano, de acordo com uma enquete realizada pela revista Fale!. Em 2017, recebeu da Câmara Municipal de Fortaleza a medalha Boticário Ferreira, mais alta honraria do legislativo da Capital cearense. Possui também certificados de amigo do Corpo de Bombeiros Militares do Ceará, amigo dos servidores da Controladoria Geral do Estado e amigo da Defensoria Pública do Estado.  
Atualmente tem seu próprio blog, intitulado “Blog do Eliomar”, incorporado ao portal O Povo Online. Sempre integrado às novas tecnologias, conduz também o programa "Sobe e Desce", no Instagram, e em outros veículos de mídias sociais do Grupo de Comunicação O POVO. 
Os pais Hélio Martins e Nadir Batista de Lima fundaram em 1954 o Bar Besouro Verde, um dos mais tradicionais pontos boêmios e gastronômicos do bairro Parquelândia. Atualmente, o estabelecimento é administrado pelo irmão de Eliomar, Wellington Martins. É casado com Socorro França de Lima, com quem teve dois filhos, Vinícius (também estudante de jornalismo) e Vítor. É torcedor vibrante do Ceará Sporting Club.